# 聖貢薩洛杜阿馬蘭特 (塞阿臘州)

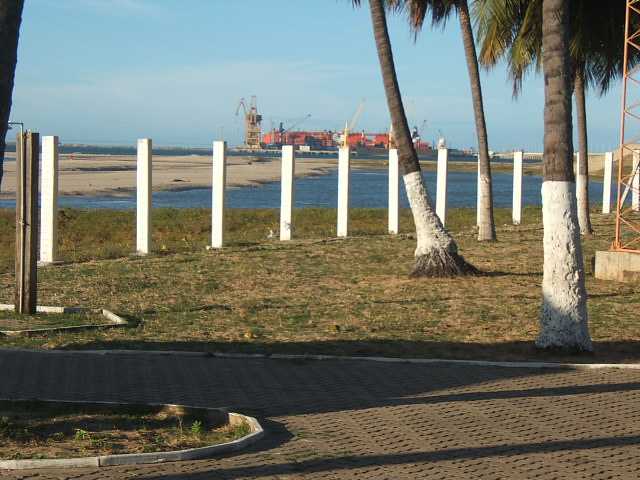
聖貢薩洛杜阿馬蘭特

聖貢薩洛杜阿馬蘭特（葡萄牙語：São Gonçalo do Amarante），是巴西的城鎮，位於該國東北部，由塞阿臘州負責管轄，面積834.45平方公里，海拔高度30米，2010年人口43,890，人口密度每平方公里52.6人。